# Knute Rockne
Knute Kenneth Rockne (4 de marzo de 1888 - 31 de marzo de 1931) fue un jugador de fútbol americano de nacionalidad noruega y es considerado como uno de los entrenadores más influyentes en la historia del fútbol americano universitario. En su biografía en el Salón de la Fama del Fútbol Americano Universitario es llamado el "entrenador más renombrado del fútbol americano". Nacido en Noruega, estudió Química en la Universidad de Notre Dame. Se le acredita el uso popularizado del pase adelantado.
Emigró con su familia a los Estados Unidos en 1893 y establecieron su morada en Chicago. Su primera afición deportiva fue la carrera a pie y después jugó para el equipo de fútbol de la Universidad de Notre Dame. Allí en colaboración del quarterback Gus Dorias, popularizaron el pase adelantado como una táctica principal de ofensiva.
En 1919 fue nombrado entrenador de los Notre Dame Fighting Irish y en 13 temporadas fijó un récord impresionante de 105–12–5, que incluye 5 temporadas invictas y 3 campeonatos nacionales. Formó a jugadores como George "The Gipper" Gipp y a los miembros del grupo denominado Cuatro Jinetes (Harry Stuhldreher, Don Miller, Jim Crowley, Elmer Layden) y Frank Leahy..
Murió en el accidente del Vuelo 599 de TWA. Rockne fue seleccionado para ser miembro del Salón de la Fama del Fútbol Americano Universitario en 1951.